# Jan Morávek
Jan Morávek (Praga, 1 de novembro de 1989) é um futebolista tcheco que atua como atacante. Atualmente, está sem clube.